# أولريك يونسون
أولريك يونسون (بالسويدية: Ulrik Jansson)‏ (مواليد 2 فبراير 1968) هو لاعب كرة قدم. يلعب مع منتخب السويد لكرة القدم. سبق له أن لعب في كأس العالم لكرة القدم مع منتخب بلاده.

## روابط خارجية
- أولريك يونسون على موقع الاتحاد الدولي (مؤرشف)  (الإنجليزية)
- أولريك يونسون على موقع اتحاد السويد (السويدية)
- أولريك يونسون على موقع قاعدة بيانات كرة القدم.إي يو (الإنجليزية)
- أولريك يونسون على موقع ناشيونال فوتبول تيمز (الإنجليزية)
- أولريك يونسون على موقع Soccerway.com (الإنجليزية)
- أولريك يونسون على موقع عالم كرة القدم.نت (الإنجليزية)